# Alcithoe aillaudorum
Alcithoe aillaudorum is een slakkensoort uit de familie van de Volutidae. De wetenschappelijke naam van de soort is voor het eerst geldig gepubliceerd in 1988 door Bouchet & Poppe.